# Basket (magazine)
Pour les articles homonymes, voir Basket.
Basket est un mensuel sportif français spécialisé dans le basket-ball lancé en 2016.

## Présentation
Le titre a été créé en septembre 2016 (première parution le 22 septembre),. Il a la particularité de se présenter sous la forme d'un magazine. Ce mensuel traite toute l'actualité du basket-ball (français, européen, américain…). Ces deux principes : relater des histoires et mettre en évidence l'importance à l'humain :« Nous tenons vraiment à écrire, plus que des lignes de statistiques, des histoires d’hommes. Aller à la rencontre des joueurs, dirigeants, s’intéresser à eux, et pas qu’à leur saison ou au match à venir »

## Équipe, identité
L'équipe se compose de Yann Casseville (rédacteur en chef), Thierry Deschamps (directeur artistique), Valentin Flot (gestion, administration) et de Didier Le Corre (directeur de la publication). Ce magazine est distribué par MLP et édité par les Éditions Atao.
Yann Casseville est un ancien journaliste de Basket News puis Basket Hebdo : « En juin dernier [2016], l’arrêt de la publication de Basket Hebdo a été brutal, aussi bien pour les lecteurs que pour la rédaction. Mais rapidement, une partie de l’équipe s’est remobilisée afin de créer une nouvelle structure, présidée par Didier Le Corre. »